# Chadam
Chadam es una serie de dibujos animada en web creada por el artista estadounidense Alex Pardee basado en el artwork que ha creado en cierto número de álbumes que ha creado para el grupo musical The Used. La serie consta de 10 episodios con una duración de entre 4 o 5 minutos y fueron premiados el 15 de junio en TheWB.com. Más recientemente, la serie ha salido en formato iTunes en una colección llamada Chadam, the Complete Series.

## Sinopsis
Chadam vive como «El Elegido» en la estilizada y exageradamente metropolitana isla-ciudad de Vulture. Su poder de imaginación es fuerte.... Más que suficiente para cambiar su medio ambiente y así su mundo para salvarlo del mal. La serie coloca a Chadam en un refugio, donde él y otros se retiraron para planear su ataque contra un asesino en serie conocido como Viceroy.

## Lista de episodios
- Cut from Cardboard
- Ripley, Believe It or Not
- Repressed Memories
- Under Pressure
- The Unsung and Undeveloped Hero
- Little Orphan Viceroy
- Sometimes The Strong Don't Survive
- The Grave Escape
- No Time to Say Hello, Goodbye
- Dying is a Part of Life